# Oh Yes I Can
Oh Yes I Can je druhé sólové studiové album amerického zpěváka a kytaristy Davida Crosbyho, vydané v lednu 1989 u vydavatelství A&M Records. Jde zároveň o jeho první sólové studiové album od roku 1971, kdy vyšlo If I Could Only Remember My Name. Spolu s Crosbym byli jeho producenty Craig Doerge a Stanley Johnson.

## Seznam skladeb
| Pořadí | Název                   | Autor                | Délka |
| ------ | ----------------------- | -------------------- | ----- |
| 1.     | Drive My Car            | David Crosby         | 3:34  |
| 2.     | Melody                  | Crosby, Craig Doerge | 4:07  |
| 3.     | Monkey and the Underdog | Crosby, Doerge       | 4:15  |
| 4.     | In the Wide Ruin        | Doerge, Judy Henske  | 4:47  |
| 5.     | Tracks in the Dust      | Crosby               | 4:48  |
| 6.     | Drop Down Mama          | Crosby               | 3:07  |
| 7.     | Lady of the Harbor      | Crosby, Doerge       | 3:19  |
| 8.     | Distances               | Crosby               | 3:36  |
| 9.     | Flying Man              | Crosby, Doerge       | 3:25  |
| 10.    | Oh Yes I Can            | Crosby               | 5:08  |
| 11.    | My Country 'Tis of Thee | tradicionál          | 1:58  |

## Obsazení
- David Crosby – zpěv, kytara
- Joe Vitale – bicí, varhany, syntezátory
- Leland Sklar – baskytara
- Craig Doerge – syntezátory, piano, elektrické piano, klávesy
- David Lindley – slide kytara
- Danny Kortchmar – kytara
- Russell Kunkel – bicí, perkuse
- Joe Lala – perkuse
- Steve Lukather – kytara
- Kim Bullard – syntezátory
- George Perry – baskytara
- Michael Finnigan – varhany
- Jerry Hey – lesní roh
- Lawrence L. Williams – lesní roh
- Kim S. Hutchcroft – lesní roh
- Gary Grant – lesní roh
- Jackson Browne – zpěv
- Michael Hedges – kytara, zpěv
- Graham Nash – elektrické piano, zpěv
- Jim Keltner – bicí
- Tim Drummond – baskytara
- Dan Dugmore – slide kytara
- Bonnie Raitt – zpěv
- Michael Landau – kytara
- Kenny Kirkland – elektrické piano
- Larry Carlton – kytara
- James Taylor – zpěv